# Wissenschaftsstadt
Der Titel Wissenschaftsstadt wird in Deutschland von den Regierungen der jeweiligen Länder an Städte verliehen, in denen durch national und international tätige Institutionen und Forschungseinrichtungen herausragende Leistungen auf dem Gebiet der Forschung erreicht wurden. Derzeit führen vier deutsche Städte diesen Titel.

## Wissenschaftsstädte

### Darmstadt

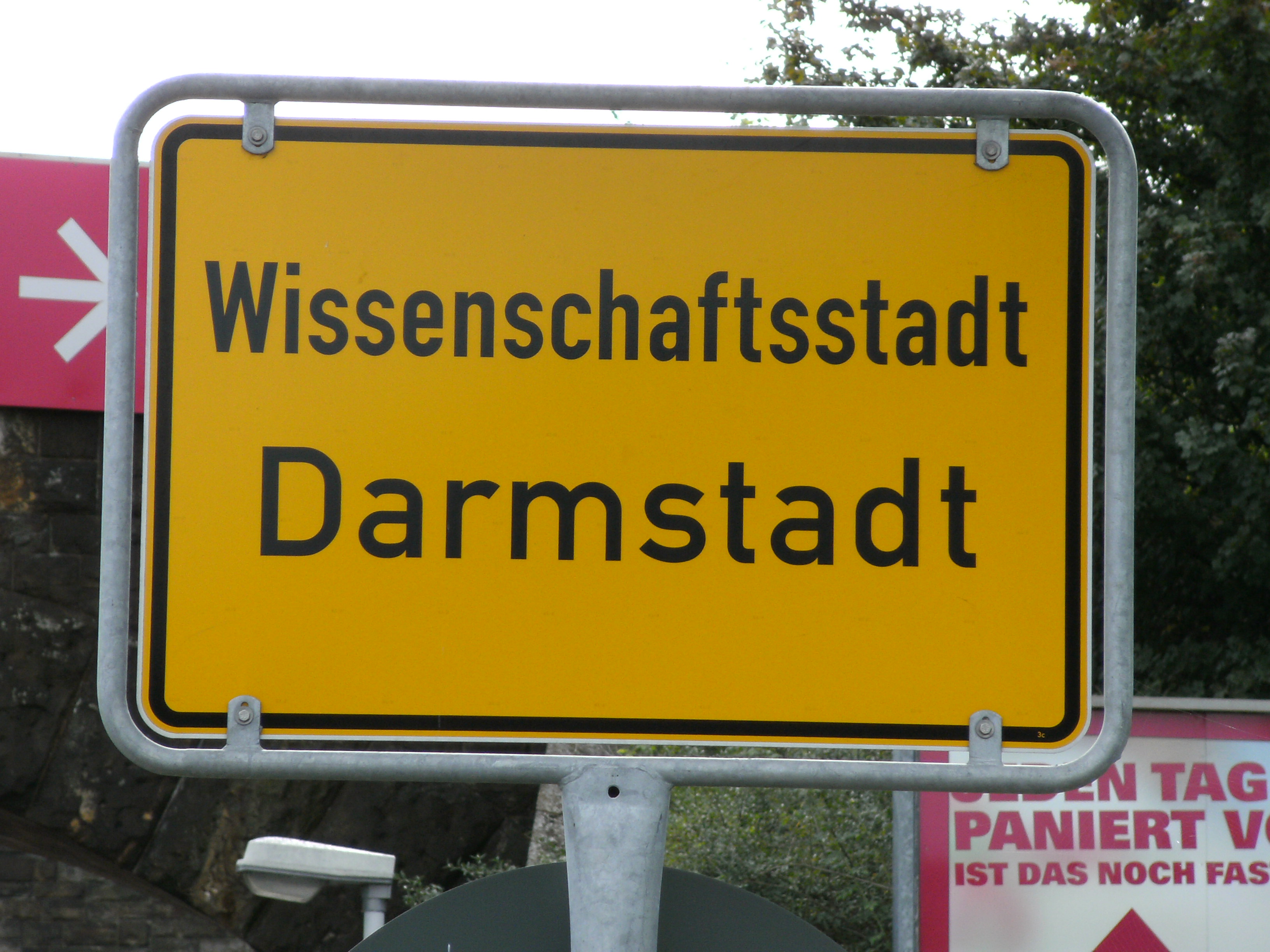
Ortsschild von Darmstadt

Als erste Stadt in Deutschland wurde dieser Titel der südhessischen Großstadt Darmstadt im August 1997 vom Hessischen Ministerium des Innern, für Landwirtschaft, Forsten und Naturschutz verliehen.
Damit sollte die nationale und internationale Bedeutung der wissenschaftlichen Institutionen und Forschungseinrichtungen als Ganzes in der Stadt gewürdigt werden. Darmstadt hat eine außergewöhnliche Konzentration wissenschaftlicher Einrichtungen in ganz unterschiedlichen Forschungsgebieten. Deutlich wird dies in der 1877 gegründeten und sehr angesehenen Technischen Universität mit ca. 27.000 Studenten, der vorwiegend technisch ausgerichteten Hochschule mit ca. 15.000 Studenten sowie rund 35 Forschungseinrichtungen und Unternehmen mit Forschungstätigkeit, bei denen ca. 6.000 Wissenschaftler beschäftigt sind.
Die Bedeutung der Darmstädter Forschung wurde u. a. durch die Benennung des chemischen Elements Darmstadtium mit der Ordnungszahl 110 gewürdigt, das im Darmstädter GSI Helmholtzzentrum für Schwerionenforschung entdeckt wurde. Das dort zuvor entdeckte Hassium mit der Ordnungszahl 108 wurde nach dem Land Hessen benannt.
Der Titel wird offiziell geführt und ist auch auf den Ortsschildern zu lesen.

### Fürth
Seit August 2007 führt auch die mittelfränkische Stadt Fürth den Titel Wissenschaftsstadt, der ihr vom bayerischen Wissenschaftsminister verliehen wurde.
Unter anderem forschen in Fürth die Wissenschaftler des Fraunhofer-Entwicklungszentrums Röntgentechnik EZRT, einer gemeinsamen Abteilung des Erlanger Fraunhofer IIS und des Saarbrücker Fraunhofer IZFP. Wichtige Themen sind industrielles Röntgen sowie die zerstörungsfreie Prüfung insbesondere in der Luft- und Raumfahrt. Das Fraunhofer EZRT sitzt derzeit in der Uferstadt in Fürth, ab 2012 werden die Forscher nach Atzenhof ziehen, wo ein neues Institutsgebäude entsteht. Die europaweit einzigartige Testhalle für einen Linearbeschleuniger LINAC wurde im Oktober 2010 eingeweiht.

### Straubing
Ebenfalls seit August 2007 führt die bayerische Stadt Straubing diesen Titel, der ihr vom damaligen bayerischen Ministerpräsidenten Edmund Stoiber verliehen wurde.
In Straubing befindet sich das KoNaRo – Kompetenzzentrum für Nachwachsende Rohstoffe, das drei Organisationen bündelt, die sich mit nachwachsenden Rohstoffen auseinandersetzen: das Technologie- und Förderzentrum (TFZ), C. A. R. M. E. N. (Centrales Agrar-Rohstoff-Marketing- und Energie-Netzwerk) und das Wissenschaftszentrum Straubing (WZS).
Das Wissenschaftszentrum Straubing ist eine Kooperation von sechs Hochschulen. Es wurde gegründet von der Technischen Universität München und der Hochschule Weihenstephan-Triesdorf (damals noch Fachhochschule Weihenstephan). Weitere Kooperationspartner sind die Universität Regensburg, die Ostbayerische Technische Hochschule Regensburg, die Hochschule Deggendorf und die Hochschule Landshut.
Bei seiner Rede zur Eröffnung des Straubinger Gäubodenvolksfests am 11. August 2007 überbrachte der damalige bayerische Ministerpräsident Edmund Stoiber die Nachricht, dass Straubing für die Grundlagen- und angewandte Forschung am KoNaRo den Titel Wissenschaftsstadt erhalte.

### Burghausen
Seit Oktober 2016 führt die bayerische Stadt Burghausen den Titel Wissenschaftsstadt. Der bayerische Wissenschaftsminister Ludwig Spaenle eröffnete dort einen neuen Campus der Hochschule Rosenheim. Seitdem kann man in Burghausen Chemieingenieurwesen und Betriebswirtschaft studieren. Ein Grund für die Auswahl Burghausens war, dass dort bereits mehrere namhafte Chemiekonzerne angesiedelt sind.

### Wilhelmshaven
Im Februar 2024 hat die Niedersächsische Landesregierung einen Antrag der Stadt Wilhelmshaven auf Verleihung des Titels abgelehnt. Die Stadt hat angekündigt auf Verleihung des Titels zu klagen.

## Wissenschaftsstadt als Stadtteil
In Ulm heißt ein Stadtteil auf dem Oberen Eselsberg, welcher die Universität, die Hochschule Ulm und diverse Forschungszentren beheimatet, Wissenschaftsstadt. Die Stadt selbst trägt allerdings nicht den Titel einer Wissenschaftsstadt, sondern wird als Universitätsstadt Ulm bezeichnet.
Ein ähnliches Konzept weist die WISTA – Wissenschafts- und Wirtschaftsstandort Berlin-Adlershof – auf.